# Kreuzkirche (Beverungen)

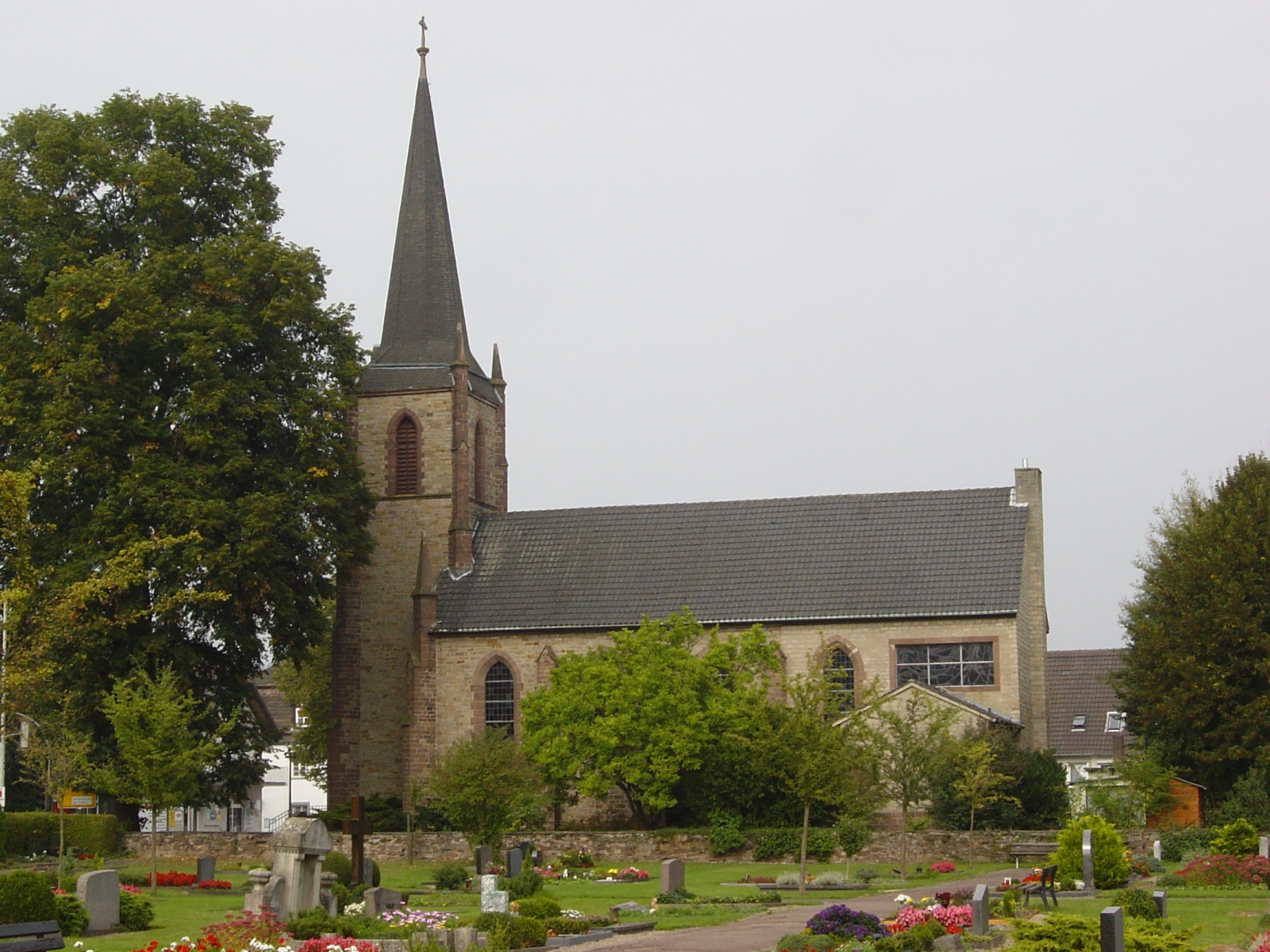
Evangelische Kirche in Beverungen

Die Kreuzkirche ist die evangelisch-lutherische Pfarrkirche der Stadt Beverungen im Kreis Höxter in Westfalen. Sie gehört zum Kirchenkreis Paderborn der Evangelischen Kirche von Westfalen.

## Geschichte
Während des 16. Jahrhunderts hatte die Reformation in Beverungen Fuß gefasst, doch konnte sie sich nur im benachbarten Amelunxen halten, wo die Georgskirche seit 1651 bis zum Bau einer katholischen Kirche 1822 als Simultankirche genutzt wurde. Mit dem Anschluss an Preußen 1803 siedelten sich zunehmend Protestanten wieder in Beverungen an, die von Amelunxen aus betreut wurden. Die Gründung einer eigenen evangelischen Kirchengemeinde in Beverungen erfolgte im Juli 1854 und umfasste die Orte Dalhausen, Haarbrück, Herstelle, Jakobsberg und Würgassen (heute Ortsteile der Stadt Beverungen). Erster Pfarrer war der aus Beverungen gebürtige und auch als Baumeister ausgebildete Eduard Berghauer, von dem die Pläne zum Kirchenbau stammten. Die Grundsteinlegung erfolgte am 13. März 1866, die Bauausführung übernahm der Lauenförder Baumeister Heinrich Henke. Die Einweihung der Kirche vollzog der Generalsuperintendent der Kirchenprovinz Westfalen, Franz Julius Wiesmann am Reformationstag 1866. Ein Jahrhundert nach ihrer Erbauung wurde die Kirche 1967 um einen Altarraum anstelle der bisherigen Apsis erweitert.

## Architektur
Die südlich des historischen Ortskerns gelegene Beverunger Kreuzkirche ist eine in einfachen gotischen Formen gehaltene, im Äußeren mit Strebepfeilern besetzte, im Innern flachgedeckte Saalkirche. Städtebaulich tritt sie mit dem in der Sichtachse der Dalhäuser  Straße stehenden Westturm in Erscheinung, dessen einfacher Kubus gleichfalls von Strebepfeilern mit Fialenabschluss markiert ist. Die Erweiterung um einen kastenförmigen Altarraum erhielt eine fachwerkartige nordseitige Befensterung. 